# Stokes Bay (vik i Storbritannien)
Stokes Bay är en vik i Storbritannien.   Den ligger i grevskapet Hampshire och riksdelen England, i den södra delen av landet, 110 km sydväst om huvudstaden London.